# Que lo pague la noche

 Que lo pague la noche es una película argentina dirigida por Néstor Mazzini sobre su propio guion que se estrenó el 2 de febrero de 2012 y que tuvo como protagonistas a Roberto Lavezzari, Edgardo Ibáñez, Felipe C. Pino y Anabella Barujel.

## Sinopsis
En Villa Lugano, un barrio modesto de monoblocks de la ciudad de Buenos Aires Esteche está celebrando su boda en una plaza cuando en el momento del brindis, en forma inesperada, cae desmayado sobre la torta. Su novia y dos amigos lo llevan en un auto hacia el hospital y mientras muere lentamente vislumbra los posibles motivos de su muerte.

## Producción
Fue filmada durante la crisis de diciembre de 2001 en Argentina en video en Lugano 1 y 2, un espacio urbano ubicado al sur de Buenos Aires, con más de veintiún mil habitantes que viven en ciento dieciocho monoblocks con puentes en altura que unen los complejos. En 2004fue preestrenada en video y al año siguiente fue premiada por el INCAA, lo que permitió que fuera ampliada a 35 mm, digitalizada, mejorado el sonido y ajustado el color.

## Críticas
Miguel Frías en su crónica del diario Clarín dice que es una película indefinible, lo que no implica un demérito. Su trama, que incluye tensión y misterio, la acerca al thriller; sus diálogos y personajes, al documental de raíz social condimentado con realismo sucio; sus atmósferas sobrecargadas, oníricas, al género fantástico apocalíptico, o incluso al surrealismo y en este eclecticismo radican su atractivo y también sus puntos débiles. El filme es una pesadilla trabajada desde lo visual y lo sonoro, abundante en imágenes ominosas y ruidos inquietantes, líquidos. 
Destaca la escena inicial, con un travelling que con eficacia y asfixiante belleza encierra al espectador entre infinitas moles de cemento: un mundo simétrico e interminable de monoblocks, que parecen vacíos, salvo por la apertura o cierre de algunas pequeñas ventanas. Luego, en el calor veraniego, con la rabia y aquel derrumbe general de la crisis, un casamiento al aire libre, con los grises y monolíticos edificios como escenografía de fondo y de pronto, el novio que se desploma sobre la mesa y es trasladado en un viaje siniestro, que se irá abriendo como brazos un delta cenagoso.
Los elementos que se ponen en juego, teñidos por la marginalidad, son múltiples. La premonición del que se va a morir. Una red de estafas y posterior ocultamiento de la verdad. Un infierno vecinal de prejuicios, rumores y búsqueda de culpables. Todo, en el marco expresionista de un país que estalla en pedazos. Las interpretaciones, a cargo de actores no muy conocidos y de verdaderos habitantes de Lugano 1 y 2, son irregulares pero hiperrealistas. El filme evitó los lugares comunes y optó, con virtudes y defectos, por una potente extrañeza, tal vez algo confusa.
Por su parte el diario La Prensa opinó que era un filme extraño rodado en un espacio urbano, Lugano 1 y 2, cuya presencia nocturna y matinal conserva el misterio que no sólo emana de su imponente construcción, sino de la sutil manera en que su director la muestra como innegable entorno de un grupo de personajes de la historia.Hay un casamiento, hay una muerte, una desaparición y una atmósfera en que se concentran situaciones ambiguas, momentos que quedan como sin explicación y dichos de gente que largan noticias, sin que la mayoría de ellas se confirmen o comprueben.El filme transmite la idea de que la realidad es ambigua, no hay un racionalismo puro y los intereses pueden marcar situaciones terminales.
Si bien hay problemas formales y algunos de contenidos, que no terminan de armarse, hay elementos que hablan de un director que maneja la narración cinematográfica con pureza y fluidez. Nada parece forzado y llamativamente, enriquece imágenes sin diálogo. Así, por ejemplo, la secuencia del comienzo dice más del contenido del relato que su totalidad. Su manejo de las atmósferas y la habilidad de trabajar con actores no profesionales que parecen espontáneos y libres, es un patrimonio más que difícil, aún en profesionales. Mazzini tiene muñeca para orientar tensiones y mostrar el lumpenaje con cierta elegancia y total credibilidad.

## Reparto
- Roberto Lavezzari
- Edgardo Ibáñez
- Felipe C. Pino
- Anabella Barujel
- Alejandro Lafleur
- Tomás Colombo
- Néstor Gómez
- Manuel Jáuregui
- Mariana Eliano
- Alberto Agüero
- Antonella Semaán